# لودفيغ فرانز
لودفيغ فرانز (بالألمانية: Ludwig Franz)‏ هو سياسي ألماني، ولد في 30 أغسطس 1922 في ألمانيا، وتوفي بنفس المكان في 2 يوليو 1990. حزبياً، نشط في الاتحاد الاجتماعي المسيحي. انتخب عضو في البوندستاغ الألماني خلال فترته النيابية ‏ (6 أكتوبر 1953 – 6 أكتوبر 1957).